# Al Bano và Romina
Al Bano và Romina là một cặp song ca nam nữ nhạc pop và nhạc disco nổi tiếng Thế giới, nhất là ở châu Âu, Mỹ Latinh và Liên Xô vào những năm 1975 - 2010. Al Bano là nghệ danh của nam ca sĩ người Ý Albano Carrisi, còn Romina là tên tắt của nữ ca sĩ người Mỹ Romina Power, họ vốn là cặp vợ chồng (1970 - 1999). Cặp song ca này được thành lập chính thức năm năm sau khi họ cưới (tức năm 1975). Các bản hit quốc tế nổi tiếng nhất của họ có ca khúc "Felicità" (Hạnh phúc), "Sharazan", "Ci sarà" (Ta sẽ có) và "Libertà" (Tự do), v.v. Cặp đôi này chủ yếu biểu diễn và thu âm bằng tiếng Ý, nhưng cũng đã phát hành một số lượng lớn các bản thu âm bằng tiếng Tây Ban Nha và tiếng Pháp. Cặp đôi đã hai lần tham gia Eurovision Song Contest vào năm 1976 và 1985 và biểu diễn năm lần tại  Sanremo Music Festival (Liên hoan âm nhạc Sanremo), giành chiến thắng vào năm 1984 với bài hát "Ci sarà". Cặp đôi cũng đã tham gia quay bảy bộ phim, dựa trên các bài hát của họ, từ năm 1967 đến năm 1984. Tuy đã ly dị vào năm 1999, nhưng cặp đôi này đã tái biểu diễn vào năm 2013 - 2015, nhất là trong liên hoan Nhạc Disco tại Nga. Tên đủ hơn của cặp song ca này là Al Bano và Romina Power (để phân biệt với Romina Carrisi là con gái của họ, cũng đã nhiều lần song ca cùng cha mình).
Al Bano và Romina phát hành thêm một album nữa vào năm 1982, Che angelo sei, với một hit lớn khác "Tu, soltanto tu (Mi hai fatto innamorare)". Bản biên soạn năm 1983 của họ Amore mio đã đạt được thành công lớn về mặt thương mại ở các nước nói tiếng Đức. Năm 1984, họ chiến thắng tại Lễ hội âm nhạc Sanremo với bài hát "Ci sarà" trong album Effetto amore, thu về hơn 2 triệu phiếu bầu.  Năm 1985, họ tham gia Eurovision Song Contest lần thứ hai và cũng là lần cuối cùng, với bài hát "Magic Oh Magic" và một lần nữa, giành vị trí thứ bảy.
Năm 1986, Al Bano và Romina Power ký hợp đồng với WEA và thu âm album Semper semper, album đã khẳng định thành công quốc tế của họ. Bài hát "Settembre" có giọng hát của cô con gái nhỏ Cristel của họ, trong khi đối với "Lord Byron", họ sử dụng bản thu âm thơ của Byron của Tyrone Power. Năm 1987, họ tham gia Liên hoan Sanremo với bài hát "Nostalgia canaglia" và về thứ ba. Album Libertà! được phát hành cùng năm. Cô con gái của cặp đôi là Ylenia đã song ca với Romina trong "Liên đoàn Abbi". Năm 1988, cặp đôi phát hành album Fragile, và năm sau, tham gia Lễ hội âm nhạc Sanremo với bài hát "Cara terra mia", xếp ở vị trí thứ ba. Đĩa đơn này đã lọt vào bảng xếp hạng nhỏ ở Ý.

## Đĩa xuất bản

### Album phòng thu
| Năm  | Tựa đề                       | Biểu đồ tại | Biểu đồ tại | Biểu đồ tại | Biểu đồ tại |
| Năm  | Tựa đề                       | ITA         | AUT         | GER         | NLD         |
| ---- | ---------------------------- | ----------- | ----------- | ----------- | ----------- |
| 1975 | Atto I                       | —           | —           | —           | —           |
| 1977 | 1978                         | —           | —           | —           | —           |
| 1979 | Aria pura                    | —           | —           | —           | —           |
| 1982 | Felicità                     | 4           | —           | 17          | 39          |
| 1982 | Che angelo sei               | —           | —           | 34          | —           |
| 1984 | Effetto amore                | —           | —           | —           | —           |
| 1986 | Sempre sempre                | —           | 3           | —           | —           |
| 1987 | Libertà!                     | —           | 10          | 35          | —           |
| 1988 | Fragile                      | —           | 28          | 53          | —           |
| 1990 | Fotografia di un momento     | —           | 10          | —           | 53          |
| 1990 | Weihnachten bei uns zu Hause | —           | —           | —           | —           |
| 1993 | Notte e giorno               | —           | 31          | 58          | —           |
| 1995 | Emozionale                   | —           | 13          | 62          | —           |

### Album biên soạn
| Năm  | Tựa đề                                         | Biểu đồ tại | Biểu đồ tại | Biểu đồ tại | Biểu đồ tại |
| Năm  | Tựa đề                                         | AUT         | FRA         | GER         | NLD         |
| ---- | ---------------------------------------------- | ----------- | ----------- | ----------- | ----------- |
| 1976 | Io con te                                      | —           | —           | —           | —           |
| 1976 | Des nuits entières                             | —           | —           | —           | —           |
| 1981 | Cantan en español – Sharazan                   | —           | —           | —           | —           |
| 1982 | Ieri e oggi                                    | —           | —           | —           | —           |
| 1982 | 16 chanson 16 succès                           | —           | 23          | —           | —           |
| 1982 | Al Bano e Romina Power                         | —           | —           | —           | —           |
| 1982 | Al Bano e Romina                               | —           | —           | —           | —           |
| 1983 | Collection                                     | —           | —           | —           | —           |
| 1983 | Amore mio                                      | 6           | —           | 3           | 37          |
| 1987 | Romantica – Die großen Erfolge                 | —           | —           | —           | —           |
| 1988 | Felicità                                       | —           | —           | —           | —           |
| 1989 | Al Bano & Romina Power                         | —           | —           | —           | —           |
| 1989 | Super 20                                       | —           | —           | —           | —           |
| 1991 | Star Collection                                | —           | —           | —           | —           |
| 1991 | Le più belle canzoni                           | —           | —           | —           | —           |
| 1991 | Vincerai                                       | 27          | —           | 24          | —           |
| 1993 | Che amici                                      | —           | —           | —           | —           |
| 1994 | The Collection                                 | —           | —           | —           | —           |
| 1994 | Sharazan                                       | —           | —           | —           | —           |
| 1994 | Golden Stars International                     | —           | —           | —           | —           |
| 1994 | Golden Stars International Vol. 2              | —           | —           | —           | —           |
| 1995 | Best Of                                        | —           | —           | —           | —           |
| 1996 | Donna per amore                                | —           | —           | —           | —           |
| 1996 | Storia di due innamorati                       | —           | —           | —           | —           |
| 1996 | Ancora... Zugabe                               | —           | —           | —           | —           |
| 1997 | Prima notte d'amore                            | —           | —           | —           | —           |
| 1997 | Sentire ti amo                                 | —           | —           | —           | —           |
| 1997 | Grandes exitos                                 | —           | —           | —           | —           |
| 1997 | I grandi successi – Ihre grossen Erfolge       | —           | —           | —           | —           |
| 1998 | I successi – Volume 1                          | —           | —           | —           | —           |
| 1998 | The Collection                                 | —           | —           | —           | —           |
| 2000 | Collection                                     | —           | —           | —           | —           |
| 2002 | Love Songs                                     | —           | —           | —           | —           |
| 2004 | Największe przeboje                            | —           | —           | —           | —           |
| 2005 | Le più belle canzoni di Al Bano & Romina Power | —           | —           | —           | —           |
| 2007 | Italienische momente                           | —           | —           | —           | —           |
| 2008 | Le nostre emozioni                             | —           | —           | —           | —           |
| 2011 | Cantando in libertà... Le più belle canzoni    | —           | —           | —           | —           |
| 2012 | Un'ora con...                                  | —           | —           | —           | —           |
| 2013 | Vacanze Italiane                               | —           | —           | —           | —           |
| 2015 | The Very Best – Live aus Verona                | 71          | —           | 82          | —           |

### Đĩa đơn
| Năm  | Tựa đề                                      | Biểu đồ tại | Biểu đồ tại | Biểu đồ tại | Biểu đồ tại | Biểu đồ tại | Biểu đồ tại | Biểu đồ tại | Tên album                    |
| Năm  | Tựa đề                                      | ITA         | AUT         | BEL         | FRA         | GER         | NLD         | SWI | Tên album                    |
| ---- | ------------------------------------------- | ----------- | ----------- | ----------- | ----------- | ----------- | ----------- | --- | ---------------------------- |
| 1970 | "Storia di due innamorati"                  | 7           | —           | —           | —           | —           | —           | — | A cavallo di due stili       |
| 1975 | "Dialogo"                                   | 6           | —           | —           | —           | —           | —           | — | Atto I                       |
| 1976 | "We'll Live It All Again (Lo riviveri)"     | —           | —           | —           | 2           | —           | —           | — | 1978                         |
| 1976 | "Des nuits entières"                        | —           | —           | —           | 3           | —           | —           | — | Des nuits entières           |
| 1977 | "Prima notte d'amore"                       | —           | —           | —           | 19          | —           | —           | — | 1978                         |
| 1979 | "Et je suis à toi"                          | —           | —           | —           | —           | —           | —           | —\| data-sort-value="" style="background: var(--background-color-interactive, #ececec); color: var(--color-base, inherit); vertical-align: middle; text-align: center; " class="table-na" \| — |                              |
| 1979 | "Aria pura"                                 | —           | —           | —           | —           | —           | —           | — | Aria pura                    |
| 1981 | "Sharazan"                                  | 2           | —           | 14          | —           | 7           | 15          | 1 | Felicità                     |
| 1982 | "Felicità"                                  | 1           | 9           | 7           | 10          | 6           | 18          | 3 | Felicità                     |
| 1982 | "Tu, soltanto tu (Mi hai fatto innamorare)" | 14          | 16          | —           | 40          | 16          | —           | 5 | Che angelo sei               |
| 1982 | "Che angelo sei (Amore mio)"                | —           | —           | —           | —           | 35          | —           | — | Che angelo sei               |
| 1984 | "Ci sarà"                                   | 1           | 13          | —           | —           | 51          | —           | 7 | Effetto amore                |
| 1984 | "Canzone blu"                               | —           | —           | —           | —           | 57          | —           | — | Effetto amore                |
| 1984 | "Al ritmo de beguine (Ti amo)"              | —           | —           | —           | —           | —           | —           | — | Effetto amore                |
| 1985 | "Magic Oh Magic"                            | —           | —           | —           | —           | —           | —           | —\|data-sort-value="" style="background: var(--background-color-interactive, #ececec); color: var(--color-base, inherit); vertical-align: middle; text-align: center; " class="table-na" \| —  |                              |
| 1986 | "Sempre sempre"                             | 47          | 3           | —           | —           | 33          | —           | — | Sempre sempre                |
| 1987 | "Nostalgia canaglia"                        | 4           | —           | —           | —           | —           | —           | — | Sempre sempre                |
| 1987 | "Libertà!"                                  | 10          | —           | —           | —           | —           | 36          | — | Libertà!                     |
| 1988 | "Makassar"                                  | —           | 20          | —           | —           | —           | —           | — | Libertà!                     |
| 1988 | "Fragile"                                   | —           | —           | —           | —           | —           | 76          | — | Fragile                      |
| 1989 | "Cara terra mia"                            | 33          | —           | —           | —           | —           | —           | — | Fragile                      |
| 1989 | "Donna"                                     | —           | —           | —           | —           | —           | —           | — | Fragile                      |
| 1990 | "Donna per amore"                           | —           | 21          | —           | —           | —           | 52          | — | Fotografia di un momento     |
| 1990 | "Bussa ancora"                              | —           | —           | —           | —           | —           | —           | — | Fotografia di un momento     |
| 1990 | "Fotografia"                                | —           | —           | —           | —           | —           | —           | — | Fotografia di un momento     |
| 1990 | "Un altro Natale"                           | —           | —           | —           | —           | —           | —           | — | Weihnachten bei uns zu Hause |
| 1991 | "Oggi sposi"                                | 8           | —           | —           | —           | —           | —           | — | Le più belle canzoni         |
| 1991 | "Vincerai"                                  | —           | —           | —           | —           | 65          | —           | — | Vincerai                     |
| 1993 | "Domani, domani"                            | —           | —           | —           | —           | 72          | —           | — | Notte e giorno               |
| 1993 | "(Torneremo a) Venezia"                     | —           | —           | —           | —           | —           | —           | — | Notte e giorno               |
| 1993 | "Sha-E-O"                                   | —           | —           | —           | —           | —           | —           | — | Notte e giorno               |
| 1995 | "Na na na"                                  | —           | —           | —           | —           | —           | —           | — | Emozionale                   |
| 1995 | "Impossibile"                               | —           | —           | —           | —           | —           | —           | — | Emozionale                   |
| 1996 | "Anno 2000"                                 | —           | —           | —           | —           | —           | —           | — | Ancora... Zugabe             |
| 1997 | "Ma il cuore no"                            | —           | —           | —           | —           | —           | —           | — | Ancora... Zugabe             |